# ذا يونغ فينز
«ذا يونغ فينز» (بالإنجليزية: The Young Veins)‏ فرقة روك من إيكو بارك بكاليفورنيا، كانت تتكون من العضوين السابقين بفرقة «بانيك! آت ذا ديسكو» «ريان روس» و «جون وولكر» بالإضافة إلى عازف البيس «اندي سوكال»، عازف الطبول «نيك مراي» وعازف لوحات المفاتيح «نيك وايت».

## تاريخ
في 6 يوليوز 2009 ترك «راين روس» و «جون وولكر» فرقة «بانيك! آت ذا ديسكو» موضحين أن سبب ذلك هو اختلاف في الأفكار. بعد ذلك بمدة قصيرة أعلنا أن مشروعهما الجديد سيكون فرقة مائلة للروك الكلاسيكي تحت اسم «ذا يونغ فينز» (العروق الشابة). نشرت أغنيتهم «تغيير» (Change) أول مرة على صفحة ماي سبيس الخاصة بالفرقة، كما أعلن ألبومهم الأول «خد إجازة!» (!Take a Vacation). بوقت آخر في نفس السنة انضم ثلاثة أعضاء إضافيين للفرقة: «نيك مراي» على الطبول، «اندي سوكال» على البيس، و «نيك وايت» على آلات المفاتيح. أصدرت ثلاث أغاني منفردة من ألبوم «خد إجازة!» في ضهري أبريل وماي سنة 2010، وأصدر الألبوم نفسه في يونيو 2010.
في 10 دجنبر 2010 أعلن عازف الإيتار «جون وولكر» أن الفرقة في عطلة: «كانت «ذا يونغ فينز» في عطلة وستظل كذلك للوقت الحالي. شكرًا على اقتناء الألبوم وحضور العروض.»

## الأسلوب الغنائي
وصف كاتب أول ميوزيك «اندرو ليهي» أسلوب الفرقة بكونه «بوب/روك عتيق» متاثر بموسيقى «ذا كوكيز»، «ذا كينكس»، و «ذا كرامبس»، واعتبر مراجع أول ميوزيك «مارك ديمنغ» ألبوم «خد إجازة!» مستوحى من بوب/روك فترة الاستعمار البريطاني «ذا كينكس»، «ذا هوليز»، و «ذا سرشرز».

## ديسكوغرافيا

### ألبومات الاستوديو
| العنوان   | تفاصيل الألبوم                                                                                         | الرتبة في قوائم المبيعات | الرتبة في قوائم المبيعات |
| العنوان   | تفاصيل الألبوم                                                                                         | و.أ.م ألبوم حر           | و.أ.م هيت سيكرز          |
| --------- | --- | ------------------------ | ------------------------ |
| خد إجازة! | - تاريخ الصدور: 8 يونيو 2010 - شركة الإنتاج: ون هفن (OHM-103) - الصيغة: قرص صلب، LP، تحميل من الأنتريت | 40                       | 9                        |

### أغان منفردة
| العنوان          | السنة | الألبوم   |
| ---------------- | ----- | --------- |
| "تغيير"          | 2010  | خد إجازة! |
| "خد إجازة!"      | 2010  | خد إجازة! |
| "الجميع إلا أنت" | 2010  | خد إجازة! |

## الأعضاء
- راين روس – غناء، غيتار (2009–2010)
- جون وولكر – غناء، غيتار (2009–2010)
- اندي سوكال – غيتار البيس، غناء خلفي (2009–2010)
- نيك مراي – طبول، الات إيقاعية (2009–2010)
- نيك وايت – لوحات المفاتيح (2010)

## وصلات خارجية
- ذا يونغ فينز على موقع ميوزك برينز (الإنجليزية)
- ذا يونغ فينز على موقع أول ميوزيك (الإنجليزية)
- ذا يونغ فينز على موقع ديسكوغز (الإنجليزية)

- الموقع الرسمي